# آرثر شرودر
آرثر شرودر (بالألمانية: Arthur Schröder)‏ هو ممثل ألماني، ولد في 20 فبراير 1892 في ألمانيا، وتوفي في 4 فبراير 1986.

## وصلات خارجية
- آرثر شرودر على موقع IMDb (الإنجليزية)
- آرثر شرودر على موقع ألو سيني (الفرنسية)
- آرثر شرودر على موقع ميوزك برينز (الإنجليزية)
- آرثر شرودر على موقع قاعدة بيانات الأفلام السويدية (السويدية)
- آرثر شرودر على موقع قاعدة بيانات الفيلم (الإنجليزية)
- آرثر شرودر على موقع كينوبويسك (الروسية)